# Yanjaa Wintersoul
Yänjaa Westgate, manchmal einfach Yanjaa, ist eine in New York lebende schwedisch-mongolische Gedächtnissportlerin, Komikerin und Fernsehmoderatorin. Sie erlangte mehrere Weltrekorde im Gedächtnissport. Die Dokumentation Memory Games (dt. Titel: Spiel der Erinnerung) begleitet Yanjaa in der Vorbereitung auf und der Teilnahme an der Gedächtnisweltmeisterschaft in Jakarta im Jahr 2017, bei der sie insgesamt den dritten Platz erlangt und zudem in mehreren Einzelkategorien die Goldmedaille gewinnt. Durch eine Marketing-Kampagne des Möbelkonzerns Ikea wurde sie ebenfalls im Jahr 2017 der breiten Öffentlichkeit bekannt. Für Ikea lernte sie den damaligen Produktkatalog auswendig und ließ sich live als „menschlicher Katalog“ im Internet abfragen.

## Biografie
Yanjaa wurde in Ulaanbaatar (Mongolei) geboren, wuchs auch in Stockholm und Tokio auf. Während ihrer Zeit an der Highschool hatte sie gelegentlich Probleme, die geforderten Inhalte zu verinnerlichen, sodass sie ihren Abschluss dort fast nicht erreicht hätte. Insbesondere Physik und Chemie bereiteten ihr Probleme. Während ihrer Zeit am College las sie das Buch Moonwalking with Einstein von Joshua Foer – ihr erster Kontakt zu Gedächtnistechniken.
An der Universität Stockholm erlangte sie einen Bachelor-Abschluss in Wirtschaftswissenschaft.

## Erfolge
Yanjaas professionelle Karriere begann im Jahr 2014, bereits in diesem Jahr gewann sie die World Memory Championships in der Gruppen-Wertung, darüber hinaus erreichte sie zwei Bronze-Medaillen: Bei der Gothenburg Open Memory Championship und der 1st Spanish Open Memory Championship.
Im Jahr 2015 folgten Silber-Medaillen der UK Open Memory Championship und der Hong Kong Open Memory Championship, bei der Wold Memory Championship erreicht sie den achten Platz.
Die World Memory Championships 2017 schloss sie mit einer Bronze-Medaille der Gesamtwertung ab und stellte zudem zwei neue Weltrekorde auf. In der Disziplin „15 Minuten Namen und Gesichter“ konnte sie 212 korrekte Zuordnungen tätigen. In der Disziplin „5 Minuten Bilder“ erinnerte sie 354 Bilder.
Bei der Japan Open Memory Championship 2018 erreichte sie Gold, in der World Memory Championships 2018 Silber der Gesamtwertung.

## Filmografie
- 2024: IFS - invandrare för svenskar (Fernsehserie, Panelist)
- 2023: Superihmiset - piilotettua kykyä etsimässä (Fernsehserie, Memory Coach)
- 2020: How To with John Wilson (Fernsehserie, eine Episode)
- 2019: The Mind, Explained (Fernsehserie, eine Episode)
- 2019: Smartare än en femteklassare (Gameshow, eine Episode)
- 2018: Memory Games (Netflix-Dokumentarfilm)
- 2017–2018: Pickler & Ben (Talkshow, drei Episoden)
- 2017–2018: Steve (Fernsehserie, zwei Episoden)
- 2017: The Brain (Chinesische Fernsehserie)
- 2017: Talang (Fernsehserie, drei Episoden, Golden Buzzer Empfängerin, Finalistin)
- 2016: How to Remember Everything (ITV-Dokumentarfilm)
- 2015: Masterminds (SVT-Dokumentarfilm)